# Rússia nos Jogos Olímpicos

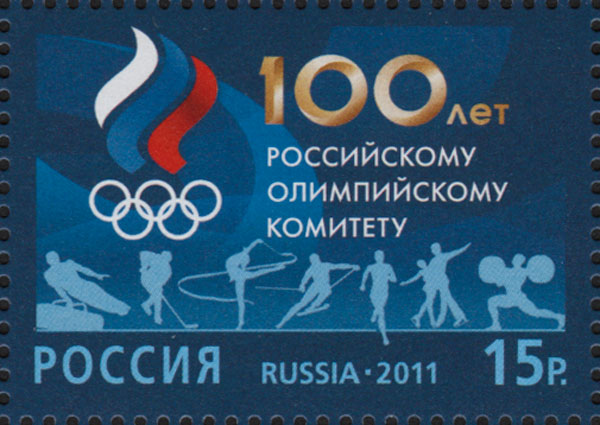
Selo russo de 2011 em comemoração aos 100 anos da fundação do Comitê Olímpico Russo

A Rússia competiu nos Jogos Olímpicos da Era Moderna em várias ocasiões, mas como diferentes países em sua história. Como o Império Russo, o país competiu pela primeira vez nos Jogos de 1900, e retornou de novo em 1908 e 1912. Após a Revolução Russa em 1917, e o consequente estabelecimento da União Soviética em 1922, os atletas russos ficaram sem poder competir por 40 anos nas Olimpíadas, e voltaram a disputar apenas em 1952, como parte da União Soviética. Após a dissolução da União Soviética em 1991, a Rússia competiu como parte do Time Unificado em 1992, e finalmente retornou como Rússia nos Jogos Olímpicos de Inverno de 1994.
A União Soviética foi sede dos Jogos Olímpicos de Verão de 1980 em Moscou, e a Rússia foi sede dos Jogos Olímpicos de Inverno de 2014 em Sochi.
Atletas russos ganharam um total de 427 medalhas (316 desde 1994) nos Jogos Olímpicos de Verão e outras 113 nos Jogos Olímpicos de Inverno. Nas últimas 8 edições dos Jogos (desde 1994), as 426 medalhas totais da Rússia, incluindo 149 de ouro, estão em segundo lugar, atrás apenas dos Estados Unidos (com 489 e 183, respectivamente). Todas as medalhas olímpicas de verão e inverno conquistadas pela União Soviética e pelo Império Russo foram herdadas pela Rússia, mas geralmente não combinadas com a contagem de medalhas da Federação Russa, embora fontes russas as combinem, citando o fato de que a Rússia é a sucessora legal a URSS.
O Comitê Olímpico Russo foi criado em 1989 e reconhecido em 1993. O Comitê Olímpico Russo foi suspenso da competição nos Jogos Olímpicos devido ao escândalo de doping patrocinado pelo Estado. Atletas russos foram autorizados a participar nos Jogos Olímpicos de Inverno de 2018 e nos Jogos Olímpicos de Verão de 2020 como os Atletas Olímpicos da Rússia (OAR).

## Quadro de Medalhas

### Medalhas nos Jogos Olímpicos de Verão
| Jogos               | Ouro                                            | Prata                                           | Bronze                                          | Total                                           | Posição                                         |
| 1900 Paris          | 0                                               | 0                                               | 0                                               | 0                                               | –                                               |
| 1904 St. Louis      | Não participou                                  | Não participou                                  | Não participou                                  | Não participou                                  | Não participou                                  |
| 1908 Londres        | 1                                               | 2                                               | 0                                               | 3                                               | 12                                              |
| 1912 Estocolmo      | 0                                               | 2                                               | 4                                               | 5                                               | 16                                              |
| 1920–1948           | Não participou                                  | Não participou                                  | Não participou                                  | Não participou                                  | Não participou                                  |
| 1952–1988           | Como parte da União Soviética                   | Como parte da União Soviética                   | Como parte da União Soviética                   | Como parte da União Soviética                   | Como parte da União Soviética                   |
| 1992 Barcelona      | Como parte da EUN Equipa Unificada              | Como parte da EUN Equipa Unificada              | Como parte da EUN Equipa Unificada              | Como parte da EUN Equipa Unificada              | Como parte da EUN Equipa Unificada              |
| 1996 Atlanta        | 26                                              | 21                                              | 16                                              | 63                                              | 2                                               |
| 2000 Sydney         | 32                                              | 28                                              | 29                                              | 89                                              | 2                                               |
| 2004 Athens         | 28                                              | 26                                              | 36                                              | 90                                              | 3                                               |
| 2008 Pequim         | 24                                              | 13                                              | 23                                              | 60                                              | 3                                               |
| 2012 Londres        | 20                                              | 19                                              | 30                                              | 69                                              | 4                                               |
| 2016 Rio de Janeiro | 19                                              | 17                                              | 19                                              | 55                                              | 4                                               |
| 2020 Tóquio         | Como parte da Atletas Olímpicos da Rússia (OAR) | Como parte da Atletas Olímpicos da Rússia (OAR) | Como parte da Atletas Olímpicos da Rússia (OAR) | Como parte da Atletas Olímpicos da Rússia (OAR) | Como parte da Atletas Olímpicos da Rússia (OAR) |
| 2024 Paris          | A definir                                       | A definir                                       | A definir                                       | A definir                                       | A definir                                       |
| 2028 Los Angeles    | A definir                                       | A definir                                       | A definir                                       | A definir                                       | A definir                                       |
| 2032 Brisbane       | A definir                                       | A definir                                       | A definir                                       | A definir                                       | A definir                                       |
| Total*              | 149                                             | 124                                             | 153                                             | 426                                             | 13                                              |

*Os dados dos Jogos Olímpicos de Verão de 2020 não estão contabilizados.

### Medalhas nos Jogos Olímpicos de Inverno
| Jogos               | Ouro                                            | Prata                                           | Bronze                                          | Total                                           | Posição                                         |
| 1924–1952           | Não participou                                  | Não participou                                  | Não participou                                  | Não participou                                  | Não participou                                  |
| 1956–1988           | Como parte da União Soviética                   | Como parte da União Soviética                   | Como parte da União Soviética                   | Como parte da União Soviética                   | Como parte da União Soviética                   |
| 1992 Albertville    | Como parte da EUN Equipa Unificada              | Como parte da EUN Equipa Unificada              | Como parte da EUN Equipa Unificada              | Como parte da EUN Equipa Unificada              | Como parte da EUN Equipa Unificada              |
| 1994 Lillehammer    | 11                                              | 8                                               | 4                                               | 23                                              | 1                                               |
| 1998 Nagano         | 9                                               | 6                                               | 3                                               | 18                                              | 3                                               |
| 2002 Salt Lake City | 5                                               | 4                                               | 4                                               | 13                                              | 5                                               |
| 2006 Turim          | 8                                               | 6                                               | 8                                               | 22                                              | 4                                               |
| 2010 Vancouver      | 3                                               | 5                                               | 7                                               | 15                                              | 11                                              |
| 2014 Sochi          | 11                                              | 9                                               | 9                                               | 29                                              | 1                                               |
| 2018 Pyeongchang    | Como parte da Atletas Olímpicos da Rússia (OAR) | Como parte da Atletas Olímpicos da Rússia (OAR) | Como parte da Atletas Olímpicos da Rússia (OAR) | Como parte da Atletas Olímpicos da Rússia (OAR) | Como parte da Atletas Olímpicos da Rússia (OAR) |
| 2022 Pequim         | A definir                                       | A definir                                       | A definir                                       | A definir                                       | A definir                                       |
| Total*              | 47                                              | 38                                              | 35                                              | 88                                              | 13                                              |

### Medalhas por Esportes de Verão
| Esporte            | Ouro | Prata | Bronze | Total |
| Lutas              | 30   | 11    | 15     | 56    |
| Ginástica          | 22   | 22    | 20     | 64    |
| Atletismo          | 21   | 19    | 21     | 61    |
| Esgrima            | 13   | 5     | 8      | 26    |
| Boxe               | 10   | 5     | 15     | 30    |
| Nado sincronizado  | 10   | 0     | 0      | 10    |
| Tiro               | 7    | 13    | 11     | 31    |
| Natação            | 5    | 9     | 9      | 23    |
| Ciclismo           | 5    | 5     | 9      | 19    |
| Judô               | 5    | 4     | 7      | 16    |
| Saltos ornamentais | 4    | 8     | 6      | 18    |
| Halterofilismo     | 4    | 7     | 7      | 18    |
| Pentatlo moderno   | 4    | 1     | 0      | 5     |
| Tênis              | 3    | 3     | 2      | 8     |
| Canoagem           | 2    | 3     | 7      | 12    |
| Handebol           | 2    | 1     | 1      | 4     |
| Voleibol           | 1    | 3     | 2      | 6     |
| Remo               | 1    | 0     | 2      | 3     |
| Taekwondo          | 0    | 2     | 2      | 4     |
| Polo aquático      | 0    | 1     | 3      | 4     |
| Tiro com arco      | 0    | 1     | 1      | 2     |
| Vela               | 0    | 1     | 1      | 2     |
| Basquetebol        | 0    | 0     | 3      | 3     |
| Badminton          | 0    | 0     | 1      | 1     |
| Total*             | 149  | 124   | 153    | 426   |

*Os dados dos Jogos Olímpicos de Verão de 2020 não estão contabilizados.

### Medalhas por Esportes de Inverno
| Esporte                                | Ouro | Prata | Bronze | Total |
| Esqui cross-country                    | 14   | 10    | 9      | 33    |
| Patinação artística                    | 14   | 9     | 3      | 26    |
| Biatlo                                 | 10   | 4     | 8      | 22    |
| Patinação de velocidade                | 3    | 5     | 5      | 13    |
| Patinação de velocidade em pista curta | 3    | 1     | 1      | 5     |
| Snowboard                              | 2    | 2     | 1      | 5     |
| Skeleton                               | 1    | 0     | 2      | 3     |
| Luge                                   | 0    | 3     | 0      | 3     |
| Esqui estilo livre                     | 0    | 1     | 3      | 4     |
| Bobsleigh                              | 0    | 1     | 1      | 2     |
| Hóquei no gelo                         | 0    | 1     | 1      | 2     |
| Esqui alpino nos Jogos Olímpicos       | 0    | 1     | 0      | 1     |
| Combinado nórdico                      | 0    | 0     | 1      | 1     |
| Total*                                 | 47   | 38    | 35     | 120   |

* A contagem total de medalhas inclui uma medalha de ouro conquistada na Patinação Artística nos Jogos Olímpicos de Verão de 1908. Essa medalha está incluída no total de medalhas dos Jogos de Verão e dos Esportes de Inverno.Essa é a causa de os Jogos de Verão e Inverno não somarem corretamente com os esportes de verão e de inverno.

## Porta-Bandeiras
- Jogos Olímpicos de Inverno de 1994 — Sergey Chepikov
- Jogos Olímpicos de Verão de 1996 — Alexander Karelin
- Jogos Olímpicos de Inverno de 1998 — Alexey Prokurorov
- Jogos Olímpicos de Verão de 2000 — Andrey Lavrov
- Jogos Olímpicos de Inverno de 2002 — Alexey Prokurorov
- Jogos Olímpicos de Verão de 2004 — Alexander Popov
- Jogos Olímpicos de Inverno de 2006 — Dmitry Dorofeev
- Jogos Olímpicos de Verão de 2008 — Andrei Kirilenko
- Jogos Olímpicos de Inverno de 2010 — Aleksey Morozov
- Jogos Olímpicos de Verão de 2012 — Maria Sharapova
- Jogos Olímpicos de Inverno de 2014 — Alexander Zubkov
- Jogos Olímpicos de Verão de 2016 — Sergey Tetyukhin